# Centrolene paezorum
Centrolene paezorum és una espècie de granota que viu a Colòmbia.